# Gadget's Go Coaster
Gadget's Go Coaster est un parcours de montagnes russes junior des parcs Disneyland et Tokyo Disneyland. L'attraction située dans les Mickey's Toontown des deux parcs, est basée sur le personnage de Gadget, une souris blanche et inventeur dans la série télévisée Tic et Tac, les rangers du risque (Chip 'n Dale Rescue Rangers) débutée en 1989.
Les visiteurs embarquent dans des glands sculptés pour ressembler à des voitures et survolent ou passent à proximité des différents endroits de Mickey's Toontown, dont le lac de Donald et l'arbre de Tic et Tac.

## Les attractions
Gadget's Go Coaster est un type particulier d'attraction dont la technologie a été réutilisée dans les autres parcs Disney avec des thèmes et bien sûr des appellations différentes:
- Magic Kingdom
  - The Barnstormer au sein de la Goofy's Wiseacre Farm
- Tokyo DisneySea
  - Flounder's Flying Fish Coaster

### Disneyland

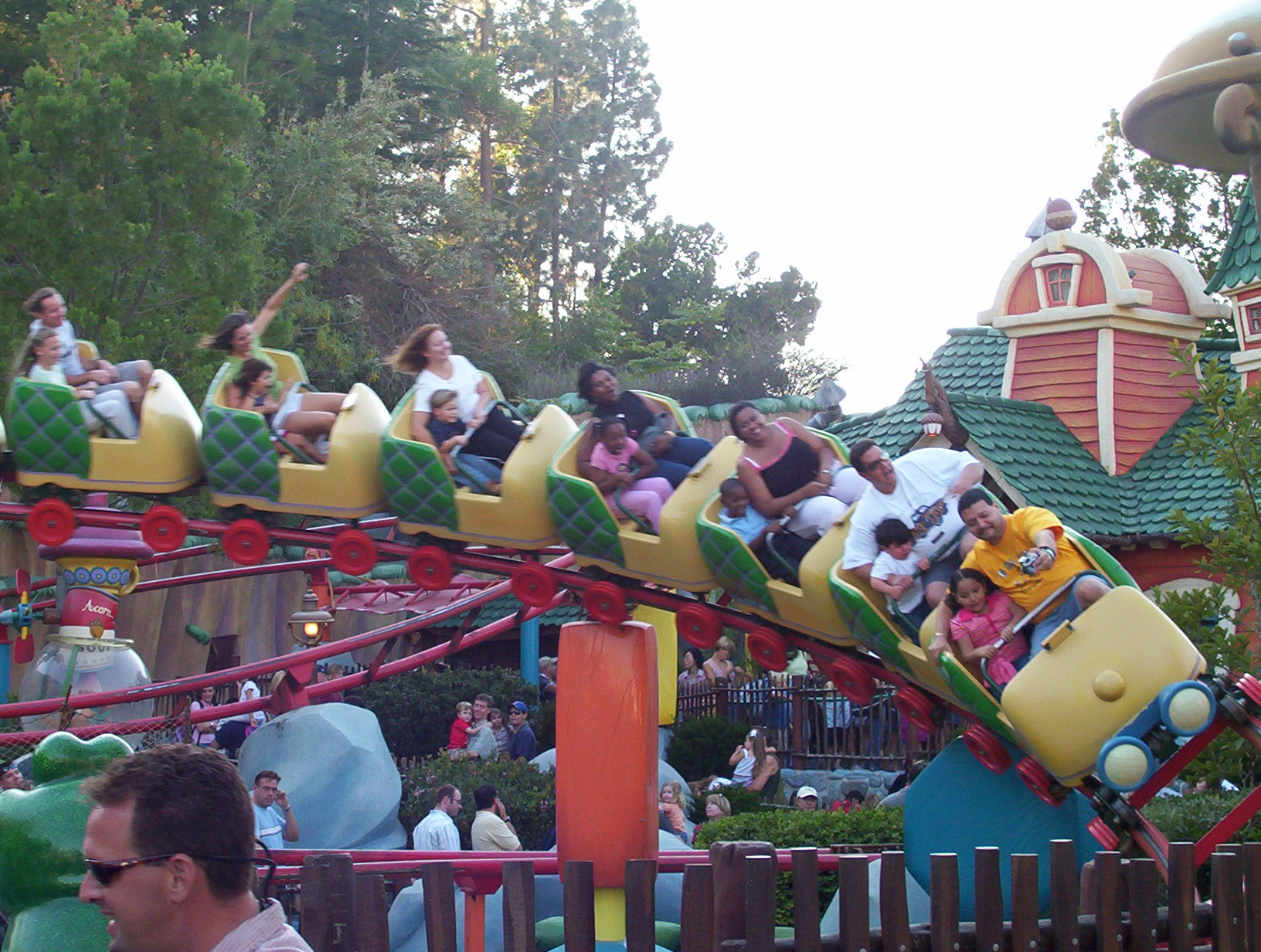
Train de Chip 'n' Dale's Gadget Coaster.

L'attraction est située dans la partie occidentale de Mickey's Toontown, juste après Miss Daisy (le bateau de Donald Duck) et l'arbre de Tic et tac, jouxtant la maison de Mickey Mouse. L'ascension initiale se fait d'ouest en est pour redescendre au pied du bateau.
- Nom :  Chip 'n' Dale's Gadget Coaster (2023), Gadget's Go Coaster (1993-2022)
- Ouverture : 24 janvier 1993[1]
- Conception : Walt Disney Imagineering, Vekoma
- Modèle: Vekoma Junior Coaster
- Longueur: 207 m.
- Débit théorique : 780 passagers par heure
- Les trains :
  - Nombre : 2
  - Capacité : 16 personnes
  - Nombre de voitures : 8
  - Capacité des voitures : 2 par rangée
  - Thème : véhicule construit à la main dans des glands par Gadget
- Taille minimale requise pour l'accès: 89 cm.
- Durée : 1 min.
- Type d'attraction : Montagnes russes junior
- Situation : 33° 48′ 55″ N, 117° 55′ 10″ O

### Tokyo Disneyland

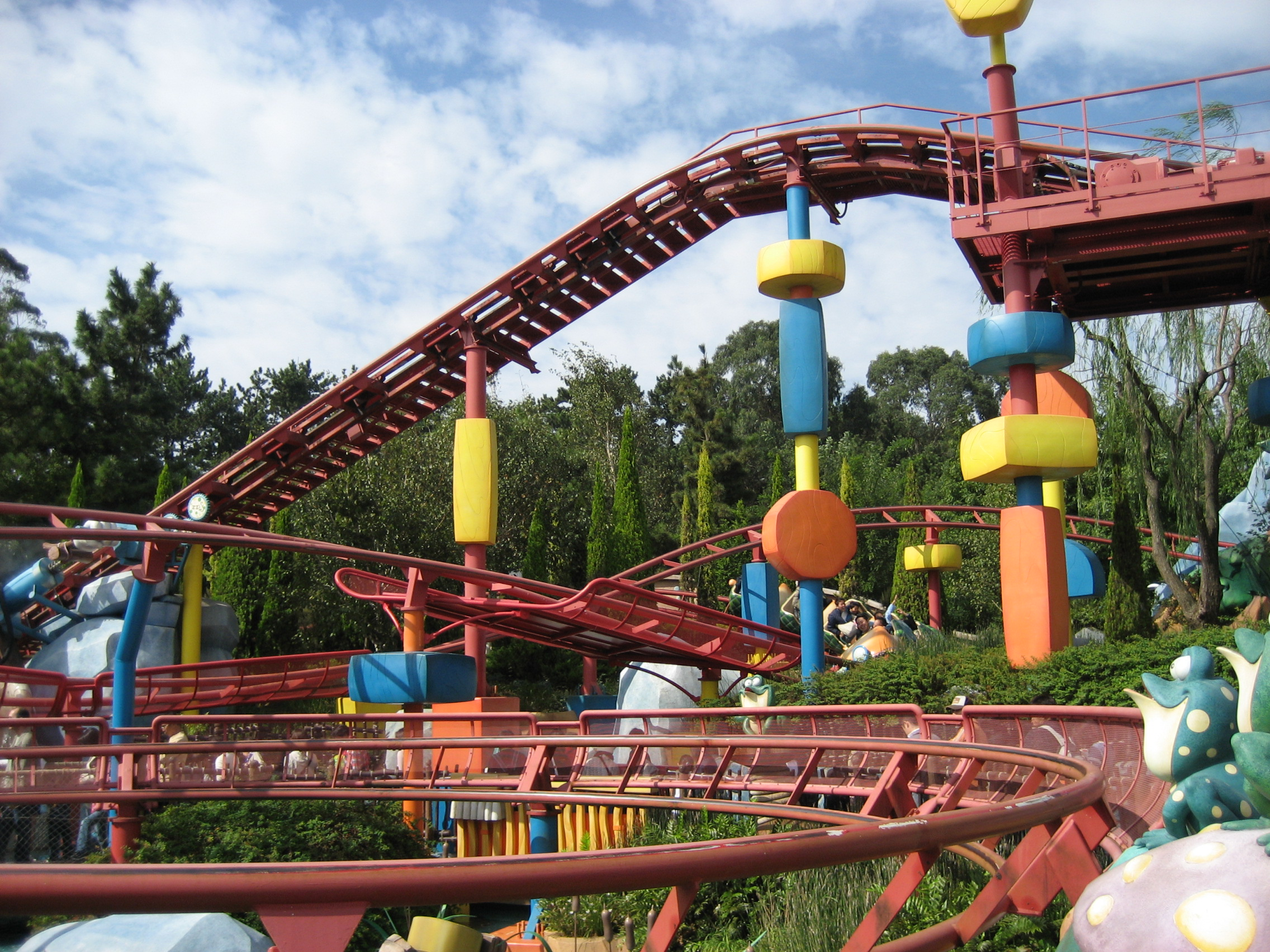
Vue globale du parcours.

L'attraction est située dans la partie méridionale de Mickey's Toontown, juste entre Miss Daisy (le bateau de Donald Duck) et l'arbre de Tic et tac, jouxtant la maison de Mickey Mouse. L'ascension initiale se fait du sud vers le nord pour redescendre et tourner le long des voies de Grand Circuit Raceway.
- Ouverture : 15 avril 1996[1]
- Conception : Walt Disney Imagineering, Vekoma
- Modèle: Vekoma Junior Coaster
- Longueur: 207 m.
- Débit théorique : 780 passagers par heure
- Les trains :
  - Nombre : 2
  - Capacité : 16 personnes
  - Nombre de voitures : 8
  - Capacité des voitures : 2 par rangée
- Durée : 1 min.
- Type d'attraction :Montagnes russes junior
- Situation : 35° 37′ 50″ N, 139° 52′ 43″ E